# ویکتور بساره
ویکتور بساره (انگلیسی: Víctor Basadre؛ زادهٔ ۱۶ فوریهٔ ۱۹۷۰) بازیکن فوتبال اهل اسپانیا است.